# Cincinnatia monroensis
The Enterprise siltsnail, thường được gọi là Enterprise spring snail, danh pháp khoa học Cincinnatia monroensis, là một loài ốc nước ngọt rất nhỏ, động vật thân mềm chân bụng có mài sống trong môi trường nước ngọt trong họ Hydrobiidae, ốc bùn.
Đây là loài đặc hữu của Hoa Kỳ. Nó được đặt tên theo the settlement của Enterprise, which is hoặc was near Lake Monroe in Volusia County, Florida.